# María Marte

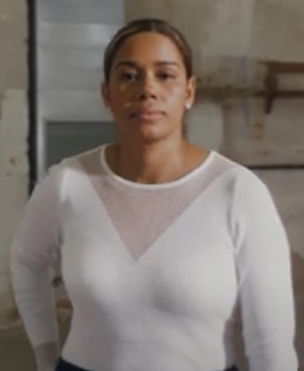
María Marte (2018)

María Marte (* 22. Dezember 1978 in Jarabacoa, Dominikanische Republik) ist eine dominikanische Köchin, die lange in Madrid tätig war. Sie ist die einzige Köchin aus Lateinamerika, deren Restaurant mit zwei Michelin-Sternen ausgezeichnet war.

## Werdegang
Marte stand schon mit zwölf Jahren neben ihrem Vater in der Küche eines kleinen Restaurants ihres Heimatorts. Mit 16 Jahren wurde sie schwanger; später bekam sie Zwillinge von einem anderen Partner.
Nach der Ausbildung in einer Bäckerei zog sie 2003 nach Spanien, weil dort sowohl ihr ältester Sohn als auch ihr Ex-Freund, der in Madrid Arbeit gefunden hatte, lebten. Der Ex-Freund erklärte sich bereit, sie zu heiraten, damit sie eine Aufenthaltsgenehmigung bekäme. Sie erhielt einen Job als Putzhilfe und Tellerwäscherin im Restaurant El Club Allard in Madrid. Von Anfang an wollte sie Köchin werden und erkämpfte sich trotz Widrigkeiten und Vorurteilen einen Platz als Aushilfe in der Küche. Als ein Koch ging, bat Marte den damaligen Küchenchef Diego Guerrero so lange um die Stelle, bis er nachgab – zunächst zur Probe und unter der Bedingung, dass sie auch Tellerwäscherin bleibe. 2006 wurde Marte die rechte Hand von Guerrero, obwohl sie keine Ausbildung zur Köchin hatte. Unter Guerrero wurde das Restaurant 2007 mit einem und 2011 mit zwei Michelin-Sternen ausgezeichnet.
Als Guerrero 2013 überraschend das Restaurant verließ, entschied sich die Geschäftsführerin Luisa Orlando für María Marte als Küchenchefin. Von 2014 bis 2018 konnte Marte die zwei Michelin-Sterne für das El Club Allard verteidigen. Ihre erste Kreation war eine karamellisierte Hibiskusblüte mit Pisco-Schaum auf angerösteten Pistazien. Dieses Gericht war ein Erfolg und ihr so wichtig, dass sie sich ein Bild davon als Tätowierung machen ließ. Ihren Kochstil beschreibt sie als Cocina de Mestizaje (Mestizenküche). Ihre Spezialitäten sind Fisch und Meeresfrüchte.
Anfang 2018 verließ sie das Restaurant. Sie kehrte in die Dominikanische Republik zurück und bildete junge Menschen mit geringen Mitteln zu Köchen aus. Zusätzlich imitierte sie ein Programm, um einheimische essbare Pflanzen vor dem Aussterben zu bewahren.
Im Juni 2022 wurde sie Küchenchefin im Restaurant Sky Europa Rooftop in Santo Domingo.

## Auszeichnungen
- 2014–2018: Zwei Sterne im Guide Michelin
- 2017: Eckart Witzigmann Preis für Innovation, gemeinsam mit Luisa Orlando[10]

## Veröffentlichungen
- María Marte: Soñar, luchar, cocinar. Espasa, Madrid u. a. 2017, ISBN 978-84-670-4875-9, (spanisch, der Titel bedeutet: Träumen, kämpfen, kochen[11]).